# Sericornis
Genre
Le genre Sericornis regroupe 13 espèces de passereaux de la famille des Acanthizidae.

## Liste des espèces
Selon la classification de référence (version 14.1, 2024) du Congrès ornithologique international (ordre phylogénique) :
- Sericornis magnirostra – Séricorne à grand bec
- Sericornis beccarii – Séricorne de Beccari
- Sericornis nouhuysi – Séricorne montagnard
- Sericornis maculatus – Séricorne maculé
- Sericornis humilis – Séricorne brun
- Sericornis keri – Séricorne de l'Atherton
- Sericornis frontalis – Séricorne à sourcils blancs
- Sericornis virgatus – Séricorne mystérieux